# Union générale
L’Union générale était une banque française créée à Lyon en 1875 par des monarchistes catholiques puis reprise en 1878 par Paul Eugène Bontoux. Elle fit faillite de manière retentissante en 1882, lors du krach boursier.

## Histoire
En 1877, Paul Eugène Bontoux devient conseiller général pour Gap, Hautes-Alpes, mais son élection est bientôt invalidée pour fraude électorale.
Initialement, Paul Eugène Bontoux est chef de service financiers de la banque Rothschild et devient directeur de compagnies ferroviaires franco-autrichiennes, la Staatsbahn, Compagnie des chemins de fer de l'État autrichien fondée par les frères Pereire, d'une part et la Südbahn ou « Chemins lombards » de la Banque Rothschild d'autre part. En 1874, il lance sur les marchés publics un emprunt pour des exploitations de lignite en Autriche et obtient un succes retentissant qui motivent Bontoux à mettre en place de nouveaux projets en Europe centrale. Cependant, du fait des tensions entre l'Empire Austro-Hongrois et la Russie, la banque Rothschild s'inquiète de ses grands projets et le licencie.
En s'appuyant sur son réseau d'hommes d'affaires et petits banquiers monarchistes et catholiques, Bontoux fonde alors sa propre banque à Lyon, l'Union Générale. Elle est destinée à concurrencer les grandes banques. La nouvelle institution reçoit le soutien du gouvernement autrichien, qui lui accorde des privilèges équivalents à ceux de la Banque de France, hormis le droit de fabrication de billets de banque.
Bontoux devient président du conseil d'administration et le député Jules Feder, directeur. La Banque est officiellement créée le 3 juin 1878. Le capital initial devait être de 25 millions de francs, montant qui est immédiatement porté à 50 millions de francs. La banque rencontre un grand succès dans les milieux catholiques et légitimistes et obtient l'appui du « comte de Chambord », prétendant au trône de France. Le secrétaire du Pape, le cardinal Jacobini, s'engage ainsi au capital de la banque. L'action vaut encore 750 francs fin 1879, puis 930 un mois plus tard, avant de grimper à 2 500 francs. Elle entraîne dans sa hausse tout ce qui a trait au Moyen-Orient. L'action Suez passe ainsi de 718 à 3 365 francs.
La banque croît extrêmement rapidement, en multipliant les rachats et les investissements risqués, notamment dans les régions d'Europe centrale et danubienne. Elle a notamment financé et construit le premier chemin de fer de Serbie, aux enjeux politiques et strategiques immenses. Elle acquiert des compagnies d'assurances, crée la Société lyonnaise des eaux et de l'éclairage ou finance des opérations en Afrique du Nord et en Égypte avec d'autres banques tout en spéculant à la bourse.
Son dernier « coup » est la création en décembre 1881 du Crédit maritime de Trieste, qui est censé récupérer une concession en Autriche-Hongrie mais n'y parvient pas. En janvier 1882 la société, contrainte de suspendre ses paiements, s'effondre. La répercussion immédiate est le krach de l'Union Générale.
Au cours de la seule séance du 19 janvier, quatre milliards de francs partent en fumée, un montant considérable pour l'époque. Il s'agit du premier « grand puff » de l'histoire financière contemporaine. En 1882, résultant à la fois d'une surcapitalisation des valeurs (la Bourse comptait plus de valeurs qu'elle ne pouvait en recevoir), d'une mauvaise gestion financière (rachat par la société de ses propres actions...) et d'une lutte acharnée entre « baissiers » (notamment, Rothschild) et « haussiers », mêlant politique, religion et finances, l'Union générale s'effondre.
L'Union générale entraîne dans sa faillite de nombreux agents de change près de la Bourse de Lyon avant de se répercuter sur la Bourse de Paris : C'est le Krach boursier de 1882.
En janvier 1882, Bontoux est arrêté et passe plusieurs mois en prison. Feder et Bontoux sont condamnés à cinq ans de prison, mais qu'ils ne feront pas, ayant pris la fuite à l'étranger — en Espagne pour ce qui est de Bontoux.
Un petit groupe de grands financiers, parmi lesquels Moïse de Camondo, Louis Cahen d'Anvers, James de Rothschild et la Banque de Paris et des Pays-Bas, organisent le sauvetage des banques prises dans la crise, en montant un fonds spécial de vingt millions de francs.
La crise dure plusieurs années car il s'ensuit des répercussions dans les industries des mines, métallurgie et bâtiment entraînant son cortège de misère, de chômage et de conflits sociaux violents comme à Anzin, qui connut en 1884 sa grande grève des mineurs, et à Decazeville.
Le krach de l'Union générale a entraîné des critiques vis-à-vis de l'agiotage, les manœuvres visant à manipuler les cours de Bourse. Il a été regardé par ses contemporains comme le résultat d'une lutte politique entre la droite conservatrice et légitimiste (Bontoux avait fait de cette banque la banque des conservateurs : elle comptait notamment de nombreux ecclésiastiques parmi ses actionnaires) et la gauche libérale.
L'allégation d'« assassinat » financier de l'Union générale par la banque juive nourrit pendant de longues années l'antisémitisme de l'extrême droite française selon Jean Bouvier, historien économique et auteur d'un livre sur l'Union générale.

## Mentions dans la littérature
- Émile Zola s'est inspiré de cet événement, dont il avait fait une étude fouillée à partir des archives, pour son roman L'Argent : s'il situe l'action sous le Second Empire, ce roman retrace toute l'aventure de Bontoux (Saccard) et de l'Union générale (L'Universelle). L'étude juridique conjointe du roman et le chute de l'Union a fait l'objet d'un ouvrage paru en deux volumes en septembre 2018[11].
- « Je vous dirai que je m'amuse beaucoup de voir ces gens-là dans le gouvernement actuel, parce que ce sont les Bontemps, de la maison Bontemps-Chenu, le type de la bourgeoisie réactionnaire, cléricale, à idées étroites. Votre pauvre grand-père a bien connu, au moins de réputation et de vue, le vieux père Chenut qui ne donnait qu'un sou de pourboire aux cochers bien qu'il fût riche pour l'époque, et le baron Bréau-Chenut. Toute la fortune a sombré dans le krach de l'Union générale, vous êtes trop jeune pour avoir connu ça, et dame on s'est refait comme on a pu. »[12] (Proust, A l'ombre des jeunes filles en fleurs, Autour de Mme Swann)